# 송경원
송경원(宋慶元, 1419년 ~ 1510년)은 조선 전기의 충신이다. 본관은 여산(礪山)이며, 호는 돈학(遯壑)이다. 아버지는 군수 송치선이며, 어머니는 연일 정씨이다. 김종직(金宗直)·남효온 등과 교유하였으며 저소로는 《돈학집》이 있다.
문종조에 문과에 급제하여 전라도 도 사에 제수되었다. 1457년(세조 3) 단종이 영월에 유폐되었다는 소식을 듣고 재종형 송간과 함께 영월로 달려가 어문 밖에서 통곡하고 돌아왔으며, 단종이 사사 되자 송간과 함께 계룡산으로 들어가 2년간 복상하였다. 그 뒤 출세를 단념하고 임실 백이산에 은거하여 돈학정(遯壑亭)이라는 작은 정사를 짓고 세상 과 인연을 끊고 여생을 마쳤다. 당시 그 곳에 숨어 충절을 지켰던 이인로, 조응 등 과 함께 임실 생육신이라 불린다. 1788년(정조 12)에 신안서원(新安書院)에 제향되었고, 단 종 수절신을 모시고 있는 공주 동학사 숙모전에 추배되었다. 신안서원에 주자 영정이 봉 안되는 1820년까지 신안서원의 주벽은 돈학 송경원이었던 것 같다. 신안서원 현 판 중에 <신안서원 전말기>는 다음과 같이 시작된다.
- 신안서원 : 1669년 신재 한호겸 선생을 배향한 이후 8명을 추가로 배향해 현재는 총 9명의 위패를 모 시고 있다. 1984년 전라북도 문화 재자료로 지정되었다.
- 신안서원 전말기 : 운수 고을의 서쪽으로 하늘로 우뚝 솟은 것은 백이산(伯夷山)이고 그 산 아래에 신안촌 이 있고, 맞은 편에는 공자령(孔子嶺)이, 오른쪽에 장자리(張子里)가 있고, 왼쪽으로는 정자동(程子洞)이 있는데 모두 어느 때 사람들이 이름을 지었는지 알 수 없다. 모두 성현 이 칭하였으니 남다를 뿐이다. 【중략】 옛날에 단종이 손위하는 날에 돈학 송선생이 여기에 은거하였다. 절의가 사육신과 같았 다. 만력년간에 신재 한선생이 은거하여 학의를 행하였고, 성현의 글을 읽고 후학을 가 르쳤다. 그가 죽고 난 후에 사당을 짓고 신안(新安)이라 이름하고 향사하였다. 정조 무신 년(1788)에 돈학 송경원 선생, 만회당 한필성 선생, 홍운정 한명유 선생, 거묵당 송시웅 등 네 선생을 추향하였으니 모두 충효와 덕망이 가히 후세에 모범이 되었으니 후학들이 모여들었다. 순조 기묘년(1819)에 신안이라는 지명이 부합하였기 때문에 주부자를 주 벽으로 하여 사당의 이름을 신안서원이라 하였다. 철종조에 또 당옹 이서 선생, 계산 김 수근 선생을 여기에 배향하였다. 고종 기사년(1869)에 사림을 폐하고 제향을 막았다. 그 후 38년 후 병오년(1906)에 여러 선생들의 후손들과 여러 유림들이 단을 세우고 여기에 향사하였다.【이하 중략】